# Аптечный ковбой
«Апте́чный ковбо́й» (англ. Drugstore Cowboy) — второй полнометражный фильм Гаса Ван Сента, обеспечивший кинорежиссёру международное признание. Фильм был высоко оценён критиками и завоевал несколько престижных наград, включая специальную премию Берлинского кинофестиваля 1990 года.

## Сюжет
Экранизация полубиографического романа Джеймса Фогла. История наркомана Боба и его «семьи», которые колесят по северо-западному побережью США и грабят аптеки ради очередной дозы.

## В ролях
- Мэтт Диллон — Боб
- Келли Линч — Дайан
- Джеймс Легро — Рик
- Хизер Грэм — Надин

К моменту выхода «Аптечного ковбоя» на экраны одноимённый роман Джеймса Фогла, по которому фильм снят, ещё не был опубликован, а его создатель находился в заключении за незаконное распространение наркотиков. Книга появилась в продаже в 1990 году, и на её обложке были изображены исполнители главных ролей Мэтт Диллон и Келли Линч.
Небольшую роль священника Тома в картине сыграл американский писатель-битник Уильям С. Берроуз; он же является автором дополнительных диалогов к фильму. Берроуз известен тем, что сам долгое время был зависим от разного рода наркотических веществ, что нашло отражение в его прозе.